# Capito
Capito är ett fågelsläkte i familjen amerikanska barbetter inom ordningen hackspettartade fåglar som omfattar elva arter:
- Scharlakanskronad barbett (C. aurovirens)
- Svartbandad barbett (C. dayi)
- Fläckkronad barbett (C. maculicoronatus)
- Orangepannad barbett (C. squamatus)
- Vitmantlad barbett (C. hypoleucus)
- Rödbandad barbett (C. wallacei)
- Sirabarbett (C. fitzpatricki)
- Femfärgad barbett (C. quinticolor)
- Amazonbarbett (C. brunneipectus)
- Svartfläckig barbett (C. niger)
- Gyllenbarbett (C. auratus)